# 倪涷
倪凍（1549年—1614年），字霖仲，號雨田，浙江紹興府上虞縣人，軍籍，明朝政治人物。

## 生平
隆慶四年（1570年）庚午科浙江鄉試第五十一名舉人，萬曆二年（1574年）進士第三甲第二百零七名。初授江西安福县知县，贬山西布政司照磨，升福建同安知县。张居正死後，擢升南京兵部车驾司主事，管理船政，升署郎中。萬曆十八年（1590年）升任江西撫州府知府，任五月，调淮安府知府，明年丁母忧去职。二十二年（1594年）服阕，起补荆州知府，在任四月，因得罪尚書褚鈇辞官。三十四年（1606年）十月起補廣東瓊州府知府，次年冬到任，三十七年大计去职。萬曆四十二年秋去世，享年六十六。

## 家族
曾祖父倪堂；祖父倪鎧（1489-？），號抑菴，正德五年庚午舉人，曾任南城知縣；父倪應蘄（？-1599年），號南望，封知县。母陳氏，封太恭人。兄沐、湘，深、弟滌、渠、涑。